# درو كوريا
درو كوريا (بالإنجليزية: Drew Correa)‏ هو كاتب أغاني ومنتج أسطوانات ودي جيه أمريكي وبرازيلي، ولد في 22 فبراير 1984 في فلوريانوبوليس في البرازيل.